# 奥运村街道
奥运村街道，是中华人民共和国北京市朝陽區下辖的一个街道。区划范围西起朝阳－海淀区界（京藏高速公路），南侧在北辰路以西至北四环中路，以东至北土城东路；东侧边界呈阶梯状，由南向北逐步向东扩展，依次至北辰东路、安立路、北苑路，北至区界（清河），由原洼里乡和大屯乡的一部分组成。奥林匹克公园位于街道辖区以内。

## 历史
2004年6月29日，原洼里地区办事处更名为奥运村地区办事处，洼里乡的全部和亚运村、大屯地区涉及奥运的区域更名为奥运村乡，原大屯地区办事处管辖的北辰东路以西，大屯路以南，安翔北路、慧忠路以北部分区域，及亚运村街道办事处管辖的北辰东路以西，成府路以南，北辰西路以东，北四环中路以北部分划归奥运村地区办事处管辖。2006年3月，辖区内的6个村级委员会建制全部撤销，被12个社区居委会取代。随着奥运场馆的建设，原洼里乡村民大多搬迁至天通苑、北苑家园和奥体花园等地。
2011年5月16日，奥运村地区在农转居和乡、村两级集体资产处置工作全部完成后正式改为奥运村街道。

## 行政区划
奥运村街道下辖以下地区：
大羊坊社区、双泉社区、总装社区、科学园社区、风林绿洲社区、北沙滩社区、林萃社区、绿色家园社区、南沙滩社区、万科星园社区、龙祥社区和国奥村社区。